# Xylotrechus quadrimaculatus
Xylotrechus quadrimaculatus là một loài bọ cánh cứng trong họ Cerambycidae.